# USS Sculpin (1939)
USS Sculpin (SS-191), een Sargo-klasse onderzeeboot, was het eerste schip van de United States Navy dat vernoemd werd naar de sculpin, een schorpioenvisachtige soort vis.
Zijn kiel werd gelegd op 7 september 1937 op de Portsmouth Naval Shipyard in Kittery, Maine. De tewaterlating vond plaats op 27 juli 1938 door mevr. J.R. DeFrees. De USS Sculpin werd officieel in dienst genomen op 16 januari 1939 onder leiding van luitenant Warren D. Wilkin

## Interbellum
Reeds op zijn eerste proefvaart op 23 mei 1939 moest de Sculpin in actie komen. Hij moest helpen bij het lokaliseren van de gezonken USS Squalus. Hij zag rode rook en een boei en kon zo de Squalus vinden. Hij maakte prompt contact, eerst via een onderwatertelefoon en later door morsecode te slaan op de huid van de onderzeeboot. De Sculpin bood assistentie terwijl de USS Falcon de overlevenden redde. Hij deed dit onder meer door de duikers vertrouwd te maken met de configuratie van zijn broederboot. Na de redding hielp hij bij de berging van de boot door de vaarwegen naar Portsmouth, New Hampshire te verkennen en het maken van aanvullende kaarten voor het gebied waar de Squalus boven water werd gehaald.
Na het geven van de assistentie ging de Sculpin door met zijn trainingen voor de kust van de Atlantische Oceaan tot hij werd overgeplaatst naar de United States Pacific Fleet. Hij vertrok uit Portsmouth op 28 januari en kwam op 6 maart 1940 in San Diego aan. Daar vertrok hij weer op 1 april en kwam op 9 april in Pearl Harbor aan. De Sculpin was hier 18 maanden gebaseerd.
Op 23 oktober 1941 vertrok hij als deel van de "Onderzee Divisie 22" en kwam op 8 november in Manilla aan. Vanuit de marinebasis bij Cavite City voerde hij lokale opdrachten en trainingen uit tot de oorlog uitbrak.

## Tweede Wereldoorlog

### Eerste patrouille
In de nacht van 8 op 9 december vertrok de USS Sculpin, onder commando van Lucius H. Chappell, uit Cavite om samen met de USS Seawolf de USS Langley (CV-1) en de USS Pecos te escorteren naar de San Bernardinostraat.
De Sculpin nam op 10 december positie in bij de Baai van Lamon in de Filipijnenzee ten noorden van Luzon. Toen de Seawolf werd verplaatst, nam de Sculpin positie in nabij Aparri. Hij vertrok naar zijn nieuwe positie op 21 december. Drie dagen later kwam een Japanse taskforce aan wal bij de nu onbewaakte Baai van Lamon. nabij Aparri ontdekte de Sculpin een doelwit, maar was niet in staat in vuurpositie te komen. Nadat de zee tot tweemaal toe over de achtersteven van de USS Tarpon was gebroken, verzocht de Sculpin overplaatsing terug naar de Baai van Lamon. Aldaar aangekomen was het weer echter zo slecht dat zij niet in staat was komende of gaande Japanse schepen aan te vallen. Zij sloot haar eerste patrouille na 45 zeedagen af in Soerabaja op 22 januari 1942.

### Tweede patrouille
Haar tweede patrouille, van 30 januari t/m 28 februari, vond plaats in de Molukse Zee, oostelijk van Celebes (Sulawesi). Op 4 februari lanceerde hij voor de kust van Kendari, Java, 3 torpedo's op een torpedobootjager. Twee treffers bezorgden de torpedobootjager zware schade. Na de oorlog bleek uit de Japanse archieven dat de torpedobootjager de Suzukaze was en door de schade gedwongen was zichzelf op het strand te zetten. Later werd hij geborgen.
Drie nachten later ontdekte de Sculpin een Japanse taskforce op weg naar Makassar, Celebes. Deze vloot bestond uit torpedobootjagers, kruisers en een vliegdekschip. Hij schoot op een kruiser, miste en werd vervolgens ontdekt en gedwongen te duiken. Hij ontsnapte vier uur later na een zware aanval met dieptebommen van zes torpedobootjagers. Nadat hij zich losgemaakt had van de jagers verzond hij via de radio een "contact-rapport" maar dit werd niet ontvangen.
In de nacht van 17 februari werd hij ontdekt tijdens een oppervlakteaanval. Hij lanceerde twee torpedo's op zowel een vrachtschip als een torpedobootjager. Alle torpedo's misten en hij werd gedwongen te duiken. Tijdens de daaropvolgende dieptebomaanval liep hij schade op aan de stuurboord controle-inrichting en aan zijn stuurboord aandrijfas.
Op 28 februari, na 29 dagen op zee, arriveerde de USS Sculpin in Fremantle voor reparaties en heruitrusting. Hij viel toen onder de verantwoordelijkheid van admiraal Charles A. Lockwood

### Derde patrouille

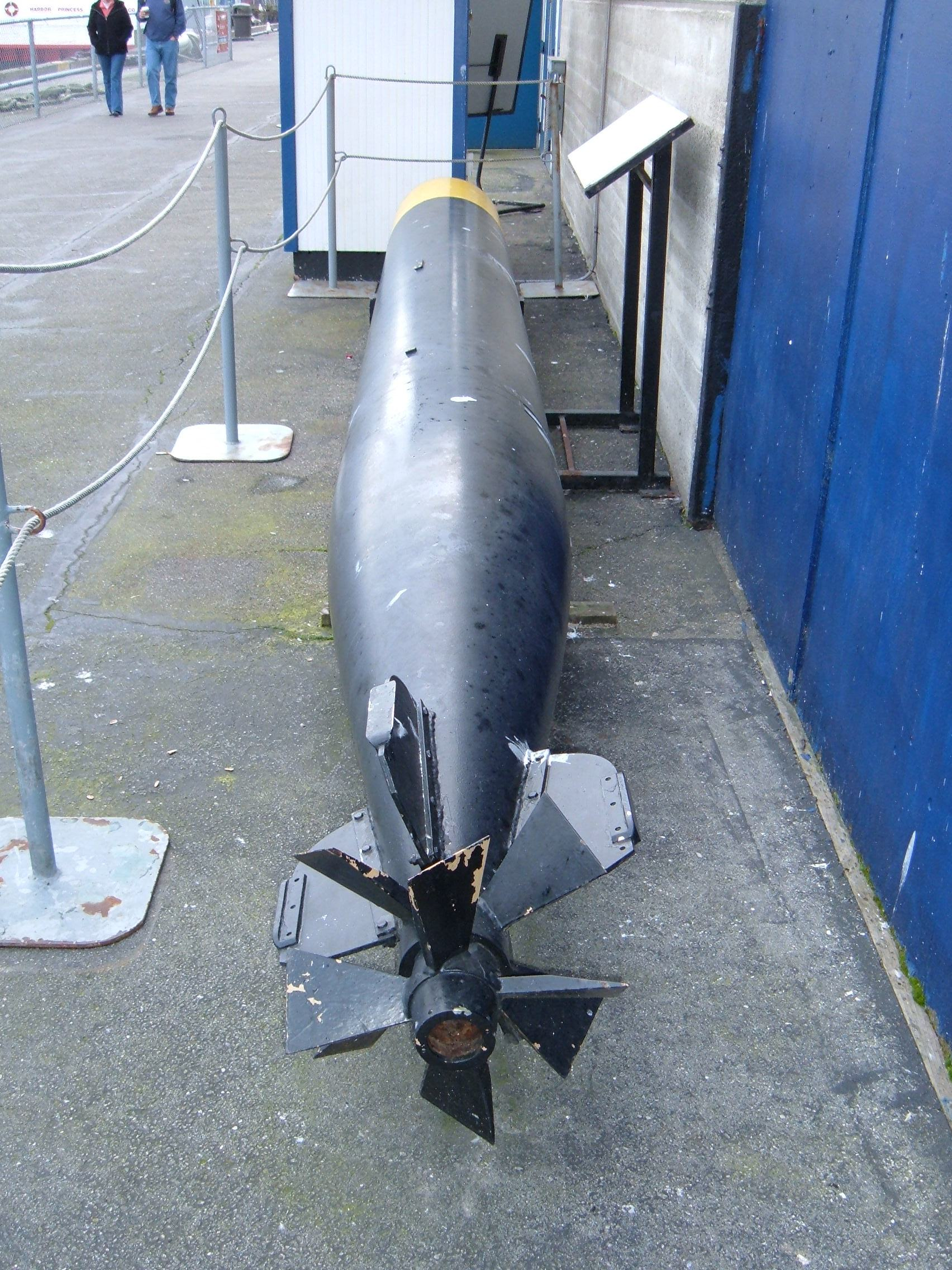
De Mark-14 torpedo's misten geregeld

Zijn derde patrouille, van 13 maart t/m 27 april, voerde haar naar de Bandazee, opnieuw in de omgeving van Kendari. Codebrekers ontdekten dat een Japanse vloot vliegdekschepen op 24 maart aangekomen was in Kendari. Twee dagen later verliet deze vloot de haven weer, maar USS Sculpin slaagde er niet in ze in beeld te krijgen. Wel lanceerde hij drie torpedo's naar een vrachtschip, welke alle misten. De laatste waarneming van de torpedo's was dat zij recht op het doelwit afgingen, maar gingen waarschijnlijk toch dieper dan ingesteld. Een vergelijkbaar incident gebeurde op 1 april tijdens een nachtelijke aanval. Binnen een week gebeurde er nog een aanval met drie torpedo's zonder resultaat.
De Sculpin werd, net als andere onderzeeboten in het begin van de Pacifische Oorlog geplaagd door storingen in de torpedo's. Zo liep de Mark 14 torpedo geregeld te diep of week van zijn koers af terwijl de Mark 6 ontstekers geregeld faalden de torpedo tot ontploffing te brengen. De Sculpin keerde op 27 april, na 45 nutteloze dagen op zee terug, in Fremantle

### Vierde patrouille
De vierde oorlogspatrouille van de USS Sculpin, van 29 mei tot 17 juni, vond plaats in de Zuid-Chinese Zee. Op 8 juni viel hij een vrachtschip aan, maar opnieuw haperde de torpedo. Een zware aanval met dieptebommen hield de Sculpin onder water terwijl het vrachtschip ontsnapte.
Nabij de Straat Balabac torpedeerde hij een vrachtschip. Doordat deze zich met kanonvuur fel verdedigde keerde de Sculpin zich naar de twee andere schepen en kon het getroffen vrachtschip wegvaren. De USS Sculpin deed een aanval op beide tankers maar werd gedwongen weg te duiken om te voorkomen dat hij geramd werd door een van hen. Toen hij in de schemering weer boven water kwam, zette hij opnieuw de jacht in op het getroffen vrachtschip. Maar opnieuw werd hij verjaagd door het accurate kanonvuur van het schip. Daarna wijdde hij zich aan een tanker, die na haar aanval slagzij maakte en een hevige rookontwikkeling toonde. Dat het schip zonk kon niet aangetoond worden.
Voor de kust van Kaap Varella, Vietnam, torpedeerde hij in de morgen van 19 juni een vrachtschip en signaleerde een treffer voor de mast. Een tweede zware explosie werd gehoord en daarna zag men het schip naar het strand varen met zware rookontwikkeling vanuit het voorste ruim.
De USS Sculpin keerde op 17 juli terug naar Australië. Hij was nu gebaseerd in Brisbane en viel onder het commando van Ralph Waldo Christie, commandant van Onderzeeboot Squadron Twee (SubRon 2), onderdeel van de 7e Vloot

### Vijfde Patrouille

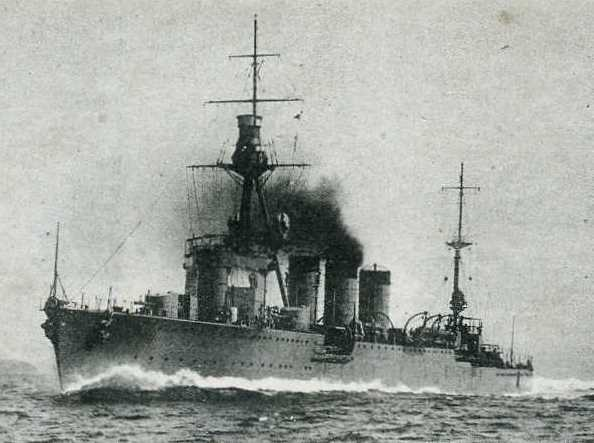
De Japanse kruiser Yura

De wateren van het Bismarckarchipel waren het toneel van de vijfde patrouille. De USS Sculpin was van 8 september tot 26 oktober in dit gebied op jacht. Na een verkenningsmissie bij Thelinius en Montagu op Nieuw-Ierland vervolgde hij zijn zoektocht naar Japanse schepen.
Op 28 september troffen twee van zijn torpedo's een vrachtschip maar werd tot duiken gedwongen door een toesnellende Japanse torpedobootjager. De Sculpin onderging een dieptebomaanval van drie uur, waarbij slechts geringe schade opgelopen werd.
Op 7 oktober bracht zij voor de kust van Nieuw-Ierland zijn eerste bevestigd schip tot zinken: vrachtschip Naminoue Maru. Na ontsnapt te zijn aan de tegenmaatregelen van de escorteschepen bleef hij in deze omgeving.
Op 14 oktober ontdekte hij een konvooi van drie schepen op de scheepsroute tussen Rabaul en Kavieng. Na gewacht te hebben tot het ecorteschip aan de andere zijde van het konvooi was, lanceerde de Sculpin vier torpedo's naar de tanker Sumoyoshi Maru. Terwijl het hevig brandende schip zonk, voer de Sculpin weg.
Vier dagen later veroorzaakte hij een geringe schade aan de Japanse kruiser Yura met een treffer voor de brug. Hij werd echter verdreven door de heftige verdediging van het schip waardoor hij zijn werk niet af kon ronden.
Na haar 54 dagen op zee werden haar drie schepen voor een totaal van 24.100 ton toegekend. Na de oorlog werd dit gecorrigeerd tot twee schepen voor een totaal van 6652 ton.

### Zesde patriouille
Op 18 november 1942 verliet de USS Sculpin Brisbane voor zijn zesde patrouille die tot 8 januari 1943 zou duren. Hij voer voorzichtig langs Nieuw-Brittannië naar de rijke jachtgronden bij Truk. Na op 11 december ontsnapt te zijn aan een Japanse luchtaanval werd hij door de codebrekers op het spoor gezet van een Japans vliegdekschip met escorte. In de nacht van 17 op 18 december naderde hij tot op 15 kilometer. Een van de schepen verlichtte de Sculpin met een zoeklicht terwijl aan beide zijden hevig gevuurd werd met de dekkanonnen. De onderzeeboot moest onderduiken toen de Japanners een tegenaanval inzetten. Een lange aanval met dieptebommen en voortdurend sonar-contact volgde. De volgende nacht scoorde hij twee treffers op een tanker maar een zinking kon niet bevestigd worden.
De USS Sculpin arriveerde op 8 januari 1943 in Pearl Harbor en vertrok daarvandaan naar San Francisco. Daar onderging de boot een 3 maanden durende revisie op Mare Island. Op 9 mei vertrok zij weer richting Pearl Harbor.

### Zevende patrouille
Op 24 mei vertrok hij voor zijn zevende oorlogspatrouille naar de noordwestelijke kust van Honshū. Rond middernacht op 9 juni, drie dagen nadat zij in haar operatiegebied was aangekomen, ontdekte de Sculpin een taskforce bestaande uit twee vliegdekschepen met een escorte van kruisers. Hij voer op volle snelheid om binnen bereik te komen, maar de afstand was te groot. Hij lanceerde torpedo's in de hoop een gelukkige treffer. Drie van de vier torpedo's, gelanceerd van 6400 meter afstand, misten de schepen. De vierde torpedo ontplofte te vroeg en gaf daarmee de aanwezigheid van de duikboot prijs.. Twee zware onderwater explosies werden gehoord toen de Sculpin onderdook.
Op 14 juni beschadigde hij een vrachtschip maar werd direct daarna gedwongen te duiken en in sluipvaart te gaan om te ontkomen aan de krachtige tegenmaatregelen van de escorteschepen. Twee sampans werden met kanonvuur vernietigd op 19 juni.
Gedurende de rest van de patrouille nam hij geregeld vijandelijke schepen waar, maar zij voeren te dicht tegen de kust. Verschillende voeren zelfs binnen de 10 vadem (18 meter) lijn, waardoor het water te ondiep was voor torpedo's. De patrouille eindigde op 4 juli op Midway na een reis van 41 dagen.

### Achtste patrouille
Voor zijn achtste patrouille, 25 juli t/m 17 september, trok de USS Sculpin naar de Chinese kust, de Oost-Chinese Zee en de Straat Formosa. De Sekko Maru werd getorpedeerd en tot zinken gebracht op 9 augustus voor de kust van Formosa. De Sculpin slaagde er op 16 en 17 augustus in om antiduikboot-eenheden te ontlopen.
Op 21 augustus onderschepte hij een bewapend vrachtschip en lanceerde drie torpedo's. Die liepen feilloos op het schip af maar ontploften niet. Onmiddellijk begonnen de escorterende torpedobootjagers de jacht op de Sculpin en hij werd gedwongen te duiken. Tijdens de daaropvolgende dieptebom-aanval ontsnapte het vrachtschip.
Een soortgelijk incident gebeurde op 1 september toen men in staat was het opspattende water van de inslag waar te nemen maar er vond geen ontploffing plaats. De duikboot ontkwam aan de tegenaanval van de escorte en keerde na een verkenningsmissie bij Marcus Island terug naar Midway. Na een reis van 54 dagen kreeg hij één schip van 4500 ton toegekend (gereduceerd tot 3183 ton na de oorlog).

### Negende patrouille en ondergang

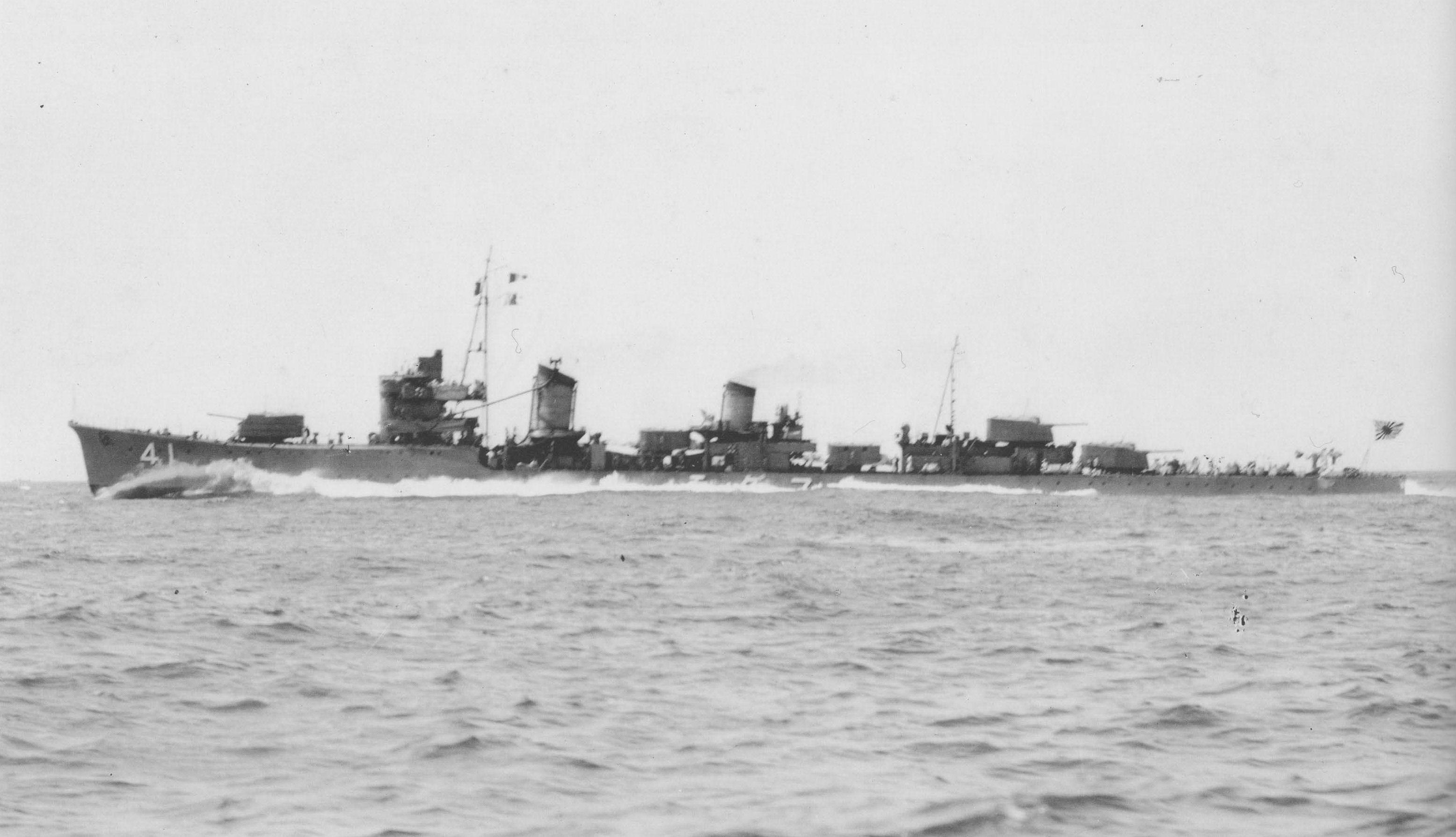
Torpedobootjager Yamagumo vernietigde de Sculpin met dieptebommen en kanonnen.

Onder commando van Fred Connaway verliet de USS Sculpin, na een korte revisie in Pearl Harbor, Hawaï op 5 november 1943 voor zijn negende oorlogspatrouille. Hij had opdracht gekregen om noordelijk van Truk te patrouilleren en elk scheepvaartverkeer te onderscheppen en aan te vallen dat mogelijk in de richting van Tarawa in de Gilberteilanden voer. Met de op handen zijnde invasie van Tarawa moest er voorkomen worden dat er versterkingen aangevoerd werden. De Sculpin en twee andere duikboten moesten een wolfpack vormen om op die wijze konvooien gecoördineerd aan te vallen. Zijn partner in zulke aanvallen zou hetzij de USS Searaven, hetzij de USS Apagon zijn. Kapitein-ter-zee John P. Cromwell, die volledig op de hoogte was van de plannen voor Tarawa, was aan boord van de Sculpin om de wolfpack-operaties te coördineren.
Na op 7 november bijgetankt te hebben bij de basis op de Johnstonatol, ging hij verder naar haar opgegeven jachtgebied. Op 29 november kreeg kapitein Cromwell opdracht het wolfpack te activeren. Omdat de ontvangst van dit bericht niet bevestigd werd, werd het 24 en 48 uur later herhaald. Ook van deze berichten werd de ontvangst niet bevestigd. Op 30 december, nog steeds zonder enig bericht van de USS Sculpin, nam de US Navy aan dat hij verloren was gegaan. Hij werd uit het scheepsregister geschrapt op 25 maart 1944.
Het verhaal van de laatste patrouille werd verteld door de overlevenden van de bemanning nadat zij waren bevrijd uit krijgsgevangenenkampen na de Japanse nederlaag. Op 16 november was hij gearriveerd op de hem opgegeven positie. Reeds twee dagen later, de 18e, maakte hij radar-contact met een groot, snelvarend konvooi. Met een snelle nadering aan de oppervlakte, poogde de Sculpin binnen bereik van het konvooi te komen. Hij werd echter ontdekt en moest duiken toen het konvooi en escortes, op hoge snelheid zigzaggend, op hem afkwamen.
Nadat het konvooi van koers veranderd was, dook de Sculpin op om een nieuwe aanval te lanceren. Hij was echter vrijwel onmiddellijk ontdekt door de Japanse torpedobootjager Yamagumo, die door de konvooicommandant achtergelaten was juist voor dit soort eventualiteiten, die op slechts 550 meter afstand was. Door een snelle duik ontliet de USS Sculpin het eerste salvo dieptebommen. De tweede serie "ash cans" stelde haar dieptemeter buiten werking en veroorzaakte andere kleine beschadigingen. Hij ontkwam aan de torpedobootjager dankzij een regenbui en probeerde rond het middaguur op periscoopdiepte te komen. De dieptemeter bleef echter steken op 3,6 meter zodat hij toch door de oppervlakte brak en ontdekt werd. Hij dook onmiddellijk weer onder terwijl de torpedobootjager aanviel met een patroon van 18 dieptebommen. Dit leverde aanzienlijke schade op, inclusief een tijdelijk verlies van het vermogen diepte te behouden. Hierdoor kwam de USS Sculpin onder zijn "veilige diepte" was resulteerde in tal van nieuwe lekken. Er stroomde zoveel water binnen dat hij op volle snelheid moest varen om diepte te behouden. Dit maakte het echter simpeler voor de Japanse sonar om hem in de peiling te houden. Een tweede serie dieptebommen stelde de sonar van de Sculpin buiten werking.
De USS Sculpin was weerloos nu hij niet op diepte kon blijven en haar vijanden niet kon vinden. Commandant Connaway gaf daarom het commando om aan de oppervlakte te komen en het uit te vechten. Met zijn dek nog half onder water bemanden de kanonniers van de Sculpin het dekkanon. Zij hadden echter geen schijn van kans tegen de kanonnen van de Yamagumo. Een granaat trof de commandotoren en doodde iedereen die zich daar bevond, inclusief Connaway. Granaatscherven zaaiden ook dood en verderf onder de kanonniers. De hoogste overlevende officier, luitenant G.E. Brown, gaf vervolgens bevel het schip te verlaten en de duikboot tot zinken te brengen. Voordat hij de afsluiters open zette, informeerde luitenant Brown kapitein Cromwell over zijn bevel. Cromwell weigerde het schip te verlaten omdat hij vreesde dat hij onder invloed van marteling of drugs de plannen voor Tarawa zou kunnen verraden. Hij verkoos de dood boven gevangenneming. Voor deze zelfopoffering en vanwege heldenmoed en toewijding aan het vaderland kreeg hij later postuum de Medal of Honor. De duikofficier van de Sculpin vaandrig W.M. Fielder (die eerder niet gemerkt had dat de dieptemeter vast zat) en een aantal anderen, waarvan sommigen ongetwijfeld al dood, bleven ook aan boord
De Yamagumo pikte 42 manschappen op van de USS Sculpin. Eén zeer zwaargewonde matroos werd weer overboord geworpen vanwege zijn reddeloze toestand. De overlevenden werden in Truk verhoord gedurende een dag of tien. Daarna werden zij aan boord gebracht van twee vliegdekschepen die terugkeerden naar Japan. Het Japanse vliegdekschip Chuyo had 21 van de overlevenden aan boord.
Op 2 december werd het vliegdekschip getorpedeerd en tot zinken gebracht door de USS Sailfish waarbij 20 van de Amerikaanse gevangenen omkwamen. Eén man, George Rocek, overleefde door een ladder te grijpen van een passerende Japanse torpedobootjager en zichzelf aan boord te hijsen. Het is nogal ironisch dat juist de Sailfish verantwoordelijk was voor de dood van 20 bemanningsleden van de Sculpin, nadat die laatste haar zo'n vier en een half jaar eerder juist gered had (de Sailfish droeg toen nog de naam Squalus). De andere 21 overlevenden kwamen veilig aan in het gevangenenkamp Ofuna op 5 december. Na verder verhoor brachten zij de rest van de oorlog door in de kopermijnen van Ashio.

## Onderscheidingen
De USS Sculpin kreeg acht "battle stars" toegekend voor zijn diensten in de Tweede Wereldoorlog. Daarnaast kreeg hij een Filipijnse "Presidential Unit Citation. Hij beëindigde de oorlog met drie bevestigde gezonken schepen voor een totaal van 9835 ton.
De Sculpin is ook het onderwerp van een aflevering van de televisieserie The Silent Service, welke uitgezonden werd in 1957 en 1958.